# Chaetophiloscia elongata
Chaetophiloscia elongata là một loài chân đều trong họ Philosciidae. Loài này được Dollfus miêu tả khoa học năm 1884.